# Takeo Matsuda
Takeo Matsuda (松田 岳夫 Matsuda Takeo?, nacido el 13 de octubre de 1961 en Tokio) es un exfutbolista japonés y entrenador. Actualmente se desempeña como entrenador del Tokyo Verdy Beleza de la WE League, máxima categoría del fútbol femenino japonés.

## Clubes

### Como futbolista
| Club    | País  | Año         |
| ------- | ----- | ----------- |
| Fujitsu | Japón | 1984 - 1990 |

### Como entrenador
| Club               | País  | Año         |
| ------------------ | ----- | ----------- |
| NTV Beleza         | Japón | 1998 - 1999 |
| Nippon TV Beleza   | Japón | 2005 - 2008 |
| Tokyo Verdy        | Japón | 2009        |
| Gainare Tottori    | Japón | 2010 - 2011 |
| FC Ryukyu          | Japón | 2012        |
| AS Elfen Saitama   | Japón | 2013 - 2014 |
| INAC Kobe Leonessa | Japón | 2015 - 2017 |